# Portraits (Birdy)
Portraits è il quinto album in studio della cantante gallese Birdy, pubblicato il 18 agosto 2023.

## Background
Il 30 aprile 2021, il quarto album in studio di Birdy, Young Heart, era stato pubblicato con grande successo di critica.  Il Young Heart Tour di accompagnamento si era svolto tra marzo e aprile 2023 con un totale di 19 spettacoli.  Il processo di scrittura e registrazione di Young Heart si era svolto nel corso di cinque anni, ma arrivando al suo quinto album in studio, Birdy aveva l'intenzione di abbreviare il processo di scrittura e registrazione.  Ciò fu stato fatto affinché Birdy potesse andare in tour nel 2023 subito dopo l'uscita di un nuovo album.
Successivamente (il 6 marzo 2023), fu annunciato che Portraits sarebbe stato rilasciato il 18 agosto.

## Tracce
1. Paradise Calling – 3:06
2. Raincatchers – 4:00
3. Ruins I – 4:07
4. Your Arms – 3:51
5. Heartbreaker – 3:04
6. I Wish I Was A Shooting Star – 3:36
7. Portraits – 3:53
8. Ruins II – 4:10
9. Automatic – 3:07
10. Battlefield – 3:51
11. Tears don't fall – 3:55